# 시프리앙 카차리스

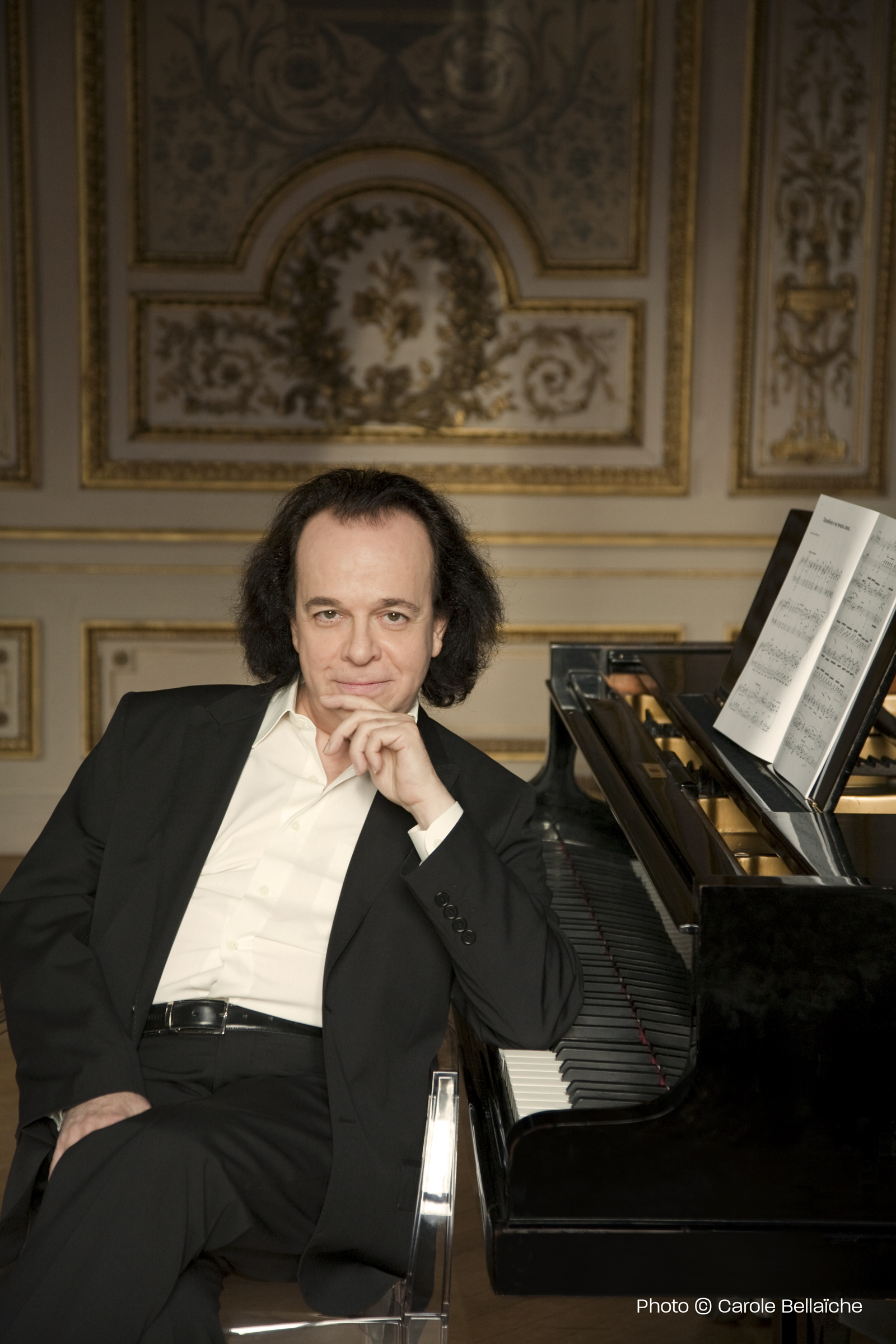

시프리앙 카차리스(Cyprien Katsaris, 1951년 5월 5일 ~)는 프랑스계 키프로스의 피아니스트, 교사 및 작곡가다. 그는 세련된 사운드, 톤에 대한 컨드롤, 사실상 힘들이지 않은 육체적 테크닉으로 유명하다. 그는 모든 피아노 레퍼토리에서 가장 기술적으로 어려운 작품인 리스트의 "베토벤 9개 교향곡의 피아노 편곡집" 전곡을 녹음한 피아니스트로 특히 유명하다.